# Oberhof

Oberhof este un oraș în districtul Schmalkalden-Meiningen, din landul Thüringen.

## Personalități marcante
- Magdalena Neuner
- Martin Schmitt